# 佐伯俊男
佐伯 俊男（さえき としお、1945年 - 2019年11月21日）は、日本の画家、イラストレーター。宮崎県出身で、4歳からは大阪にて育つ。
1969年上京。寺山修司、澁澤龍彦らの激励を受け、翌70年『平凡パンチ』でデビュー。『佐伯俊男画集』（アグレマン社）を処女出版する。
パリで原画展が開催された時、終了後に全作品が盗難に遭った。1972年にジョン・レノンとオノ・ヨーコのアルバム「サムタイム・イン・ニューヨーク・シティ」のジャケットに作品が使用された。
主な作品集に『あかいはこ』（大洋図書）、『痴虫』『痴虫2号』（エディシオン・トレヴィル）、『淫剣花 』（河出書房新社）、『佐伯俊男情念絵巻』『佐伯俊男70』（青林工藝舎）、 『てじなでだましっこ』（福音館書店）、『昭和わんぱく遊び図鑑』（ビリケン出版）、『佐伯俊男音楽野私娯途』（プレスポップ）などがある。

## 著書
- 佐伯俊男画集 アグレマン社 1970
- 佐伯俊男作品集 学芸書林 1971
- 緋匡 : 佐伯俊男彩色画集 佐伯俊男 著 芳賀書店 1972
- 夢でない夢 天沢退二郎 著,佐伯俊男 絵 大和書房 1973
- クラスメート 川上宗薫 作,佐伯俊男 絵 ロングセラーズ 1978 (ムックの本)
- 薄化粧 泉大八 作,佐伯俊男 絵 ロングセラーズ 1978 (ムックの本)
- Japon intime / Toshio Saeki 佐伯, 俊男, 1945- A. Michel 1990
- てじなでだましっこ : わいわいあそび 佐伯俊男 さく 福音館書店 1991 (かがくのとも傑作集)
- だましっこ 佐伯俊男 さく 福音館書店 1991 (かがくのとも傑作集 ; 44)
- 佐伯俊男妖画館 佐伯俊男 著 荒地出版社 1992
- 痴虫 : 佐伯俊男作品集 佐伯俊男 著 トレヴィル 1995
- まみむめモンガくん さえきとしお [著] 福音館書店 1996 (おおきなポケットまんが館)
- 痴虫 : 佐伯俊男作品集 2号 佐伯俊男 著,ティモシー・リアリー, 寺山修司 エッセイ トレヴィル 1996
- 佐伯俊男初期作品集 佐伯俊男 著 トレヴィル 1997
- 夢卍 : 佐伯俊男作品コレクション 佐伯俊男 著 自由国民社 1999 (Bibliotheca nocturna)
- 淫剣花 佐伯俊男 著 河出書房新社 2001
- 痴虫 : 佐伯俊男作品集 佐伯俊男 [著] エディシオン・トレヴィル 2002 (Pan-Exotica)
- 佐伯俊男最初期画集 佐伯俊男 [画] 青林工藝舎 2002
- 獄落帖 佐伯俊男 著 さわらび本工房 2003
- 痴虫 : 佐伯俊男作品集 2号 佐伯俊男 [著] エディシオン・トレヴィル 2003
- 佐伯俊男情念絵巻 佐伯俊男 著 青林工藝舎 2004
- 佐伯俊男70 佐伯俊男 著 青林工藝舎 2006
- 昭和わんぱく遊び図鑑 佐伯俊男 著 ビリケン出版 2006
- あかいはこ : 佐伯俊男彩色画集 佐伯俊男 [画] ワイレア出版 2007
- 夢隠蛇丸 : 佐伯俊男作品控 佐伯俊男 著 兎月商会 2010
- 夢覘 = YUMENOZOKI : 佐伯俊男画集 佐伯俊男 画 国書刊行会 2014